# Manuelle Medizin
Die Manuelle Medizin ist zusammen mit der Chirotherapie (von altgriechisch χείρ cheir, deutsch ‚Hand‘) eine Form der konservativen Medizin. Sie wird zur Heilbehandlung angewendet, insbesondere wenn Funktionsstörungen des Bewegungsapparates Beschwerden verursachen. Somit grenzt sich die Manuelle Medizin von der invasiven und der medikamentösen Medizin ab.
Manuelle Medizin stellt eine Zusatzbezeichnung für Ärzte dar. Hierbei wird die Befundaufnahme und die Behandlung ausschließlich mit der Hand durchgeführt. Sie baut in einigen Bereichen auf den Methoden der Chiropraktik und der Osteopathie auf.
Manualtherapeutische Verfahren stellen zudem einen integralen Bestandteil der Ausbildung zum Physiotherapeuten dar. Zudem kann in weiterführenden Kursen die Bezeichnung Manuelle Therapie erlangt werden.

## Begriffe
In einem damaligen orthopädischen Standardwerk wurden 1981 unter der Kapitelüberschrift Manuelle Medizin (Chirotherapie) die Fachbegriffe manuelle Therapie, manuelle Medizin, manuelle Behandlungsmethoden, manuelle Behandlungstechniken, Manualtherapie und Manualmedizin ohne deutliche Abgrenzungen neben einander benutzt. Das lateinische Wort manus bedeutet Hand (altgriechisch χείρ).

## Überblick
Manuelle Medizin befasst sich grundlegend mit der Wiederherstellung der Beweglichkeit von Gelenken, die in Form und Zusammensetzung intakt sind, deren Funktion jedoch gestört ist. Funktionsstörungen wie eingeschränkte Beweglichkeit (Blockierung) der Wirbelsäule und der Gelenke, Faszien und Muskeln sind die Zielpunkte der Manuellen Medizin. Diagnostik und Therapie beruhen auf biomechanischen und neurophysiologischen Prinzipien und erfolgen unter präventiver, kurativer und rehabilitativer Zielsetzung mit der Hand.
Sowohl Ärzte als auch Physiotherapeuten können sich an von den Landesärztekammern anerkannten Einrichtungen fortbilden. Fachärzte und praktische Ärzte dürfen nach einer bestandenen Prüfung die Zusatzbezeichnung Manuelle Medizin führen.
Für Physiotherapeuten wurde die Zusatzbezeichnung Manuelle Therapie etabliert.
Heilpraktiker bezeichnen sich meist als Chiropraktiker (oder Chiropraktoren), eine in Deutschland geläufigere, aber nicht geschützte Bezeichnung, hinter der im Einzelfall eine fundierte Ausbildung oder auch nur wenig Wissen stehen kann.

### Terminologie

#### Chirotherapie
Chirotherapie kann wörtlich mit manueller Medizin übersetzt werden und wird als alternatives bzw. komplementäres Therapiekonzept zur evidenzbasierten Medizin verstanden.
Chiropraktik
Das therapeutische Konzept der Chiropraktik beruht auf der Idee durch Subluxationen der Gelenke eine Wiederherstellung des gestörten Gelenkspiels zu erreichen. Die Evidenz der Chiropraktik ist im Vergleich zu anderen Therapieformen gering.
In den USA, Australien und weiteren Ländern können an spezialisierten Colleges und Zentren Abschlüsse in Chiropraktik erworben werden. Nach bestandener Prüfung wird der Titel Doktor/Master der Chiropraktik vergeben.
In Deutschland dürfen nur von Ärzten und auch von Heilpraktikern chiropraktische Techniken ausgeübt werden. Im Ausland qualifizierte Chiropraktoren müssen daher eine Heilpraktikererlaubnis erlangen, um in Deutschland zu praktizieren. In der Praxis haben Behörden regelmäßig dafür aber eine umfassende Kenntnisprüfung verlangt. In der jüngeren Vergangenheit haben einige Verwaltungsgerichte dies beanstandet und geurteilt, dass eine Ausbildung im Ausland anzuerkennen sei.
Osteopathie
Osteopathie wurde ab Ende des 19. Jahrhunderts als eigenständiges therapeutisches Konzept begründet. Hier wird postuliert, dass mit Handgrifftechniken verschiedener Art Blockierungen von Nerven-, Blut- und Lymphsystemen zu lösen und damit auf fast alle Lebensvorgänge des Körpers Einfluss zu nehmen sei.

## Techniken der Manuellen Medizin
Manipulation/Mobilisation
Grundlage dieser Technik ist die genaue Diagnose der blockierten Gelenke durch Aufsuchen sogenannter Irritationspunkte, welche über neurogene Verschaltungen die Lage des blockierten Gelenkes anzeigen. Man unterscheidet zwischen einer mobilisierenden oder einer manipulativen Behandlungstechnik. Bei der mobilisierenden Behandlung wird die Beweglichkeit durch sanft und häufig wiederholte Dehnungsbewegungen wiederhergestellt. Bei der manipulativen Behandlung (von lateinisch manipulus ‚Handgriff‘, ‚Kunstgriff‘) bzw. Manipulationsbehandlung wird eine Blockierung mit einem Impuls behandelt. Dabei setzt der Therapeut einen gezielten nervalen Reiz an sogenannten Nozizeptoren, die dadurch ein Reset erfahren und den das Gelenk blockierenden verspannten Muskel wieder entspannen. Im Falle der Wirbelbogengelenke beispielsweise spielen die segmentalen Musculi rotatores breves eine dementsprechende Rolle. Um diesen Effekt zu erreichen, ist weder eine große Kraft noch ein großer Weg erforderlich.
Die manipulierende Behandlung mit sehr schnell durchgeführten und kurzen Bewegungen ist an der Wirbelsäule dem Arzt (in der Chirotherapie) und dem Heilpraktiker (in der Chiropraktik) vorbehalten. Speziell in der Orthopädischen Manuellen Therapie fortgebildete Physiotherapeuten dürfen mit diesen Techniken ebenfalls arbeiten. Manipulative Techniken an Extremitätengelenken sowie sanfte mobilisierende Wirbelsäulentechniken können auch von entsprechend ausgebildeten nichtärztlichen Personen durchgeführt werden. Sie werden dann nicht als Manuelle Medizin, sondern als Manuelle Therapie bezeichnet. Allgemein ist der vorherige bildgebende Ausschluss von Wirbelsäulenschäden wie z. B. Knochenbrüche oder Tumoren mittels Röntgenaufnahme oder CT/MRT vor jeglicher Manipulation der Wirbelsäule unabdingbar.

## Geschichte
Manualtherapeutische Verfahren sind von jeher als Teil der ärztlichen Heilkunde. Insgesamt sind die hier entwickelten Techniken nur vereinzelt tradiert worden: So ist bereits im Corpus Hippocraticum ist ein Kapitel den Erkrankungen und Verformungen der Wirbelsäule, ihrer Genese (insbesondere im Zusammenhang mit internistischen Krankheitsbildern) und ihrer Therapie gewidmet. Nach Karel Lewit finden sich bereits dort Hinweise auf so genannte „Parathremata“, die den später beschriebenen Gefügestörungen der Wirbelsäule entsprechen. Es handelt sich dabei um ein übertragenes Wort, das der Pädagogik entnommen ist und eigentlich so viel wie „neben der Reihe stehende, unbotmäßige störende Zöglinge“ bedeutet, die sozusagen „aus der Reihe tanzen“. Das Wort Parathremata kommt einer geringen Gefügestörung oder dem Subluxationsbegriff der Chiropraktoren nahe.
Der griechische Geograph Strabon beschrieb um 50 vor Christus in seinem vierten Buch Manipulationen an der Wirbelsäule in Indien. Außerdem existieren Aufzeichnungen aus dem Mittelalter, zum Beispiel von Hildegard von Bingen. Seit der Neuzeit waren es vor allem Laienbehandler, welche manuelle Techniken ausübten. So gab es Schäfer, die sogenannten Boandlsetzer ‚Beinsetzer‘ in Tirol, die zurückgebliebene Tiere wieder einrenkten und in die Herde reintegrierten.
Reguläre Handgrifftechniken für spontane „Wirbelsäulenverrenkungen“ wurden anscheinend erst im Mittelalter und in der beginnenden Neuzeit in der Volksmedizin entwickelt und meist in familiärer Tradition gepflegt, in England als „bone setter“, in Deutschland dementsprechend als „Gliedersetzer“ oder „Zieher“ bezeichnet, vielleicht auch in der Zunft der Bader, Barbiere und Laien-Chirurgen betrieben.
Auch die amerikanischen Cowboys sollen durch ausgewanderte Tiroler Viehhirten von den Handgriffen erfahren haben und sie bei den Tieren ihrer Herden angewendet haben, wodurch das Wissen in die Vereinigten Staaten gelangte.
Der Begriff „Orthopädie“ wurde 1741 von dem Pariser Universitätsprofessor Nicolas Andry geschaffen und bezog sich zunächst nur auf die Vorbeugung und Behandlung von kindlichen Körperdeformitäten, insbesondere auch der Wirbelsäule. Zu Beginn des 20. Jh. wurde die Orthopädie jedoch schließlich ein eigenes Universitätsfach und schließlich zum Organ-Fachgebiet des Haltungs- und Bewegungsapparates.

### Entwicklung in Amerika
Etwa um 1866 wirkte der Arzt Jim Atkinson in Davenport, Iowa. Unter seinen Schülern waren die beiden Begründer der Osteopathie und Chiropraktik, die später getrennte Wege gingen: Der Chirurg Andrew Taylor Still brach mit der Schulmedizin und wandte sich – inspiriert unter anderem von der neuen Evolutionstheorie sowie indianischen Medizinmännern – einer neuen, ganzheitlichen Sichtweise der Medizin zu. Im Jahr 1892 gründete er die School of Osteopathy. Daniel David Palmer hingegen war kein Arzt, sondern Gemischtwarenhändler. Seine Chiropraktik übte er als Laientherapeut aus. Die von ihm 1897 begründete Palmer School of Chiropractic bildete unter anderem Nicht-Mediziner zu Therapeuten aus. Beide Varianten der amerikanischen Manualtherapie gelangten im frühen 20. Jahrhundert nach Europa. Stoddard und Mennell brachten die osteopathische Schule nach England, von wo sie nach Deutschland übergriff.
Mit der Entwicklung der „Osteopathie“ und „Chiropraktik“ in speziellen Heilpraktikerschulen in den USA im 19. Jahrhundert durch A. C. Still und D. D. Palmer wurden die Grundlagen der heutigen Manuellen Medizin geschaffen. In den 1960er-Jahren gab es dort etwa 20.000 zugelassene Osteopathen und etwa 40.000 approbierte Chiropraktoren.

### Entwicklung in Deutschland
In Deutschland wurden die ersten redressierenden ärztlichen „Handgrifftechniken“ von Albert Hoffa in seinem Lehrbuch der „Orthopädischen Chirurgie“ von 1891 bei Gelenkkontrakturen dargestellt und die Begriffe „Manipulation“ sowie „Redressement“ geprägt.
Seit Beginn des 20. Jh. wurden auf der Grundlage der so genannten schwedischen Heilgymnastik (P. Ling) an den orthopädischen Kliniken Lehranstalten für Krankengymnastik und Massage zur Heranbildung entsprechender Heilhilfsberufe zwecks Unterstützung der Ärzte gegründet. Die dort entwickelten manuell geführten mobilisierenden Bewegungsübungen sowie manuellen Extensionsmassagen stellen eine wesentliche Grundform der heute in der Manuellen Medizin geübten so genannten weichen Behandlungstechniken dar. Insbesondere entwickelte sich aber die artverwandte medizinische Balneologie, Massage und Heilgymnastik im 19. Jh., die Ende des 19. Jh. vor allem von Albert Hoffa in die moderne wissenschaftliche Orthopädie übernommen und zusammenfassend als „Physiotherapie“ bezeichnet wurden.
In diesem Zuge wurde um 1935 eine deutsche Chiropraktorenschule in Dresden gegründet. In Dresden erschien dann das Lehrbuch „Die wissenschaftlichen Grundlagen der Chiropraktik“ von Arthur Forster, der als Abteilungsleiter am „National College of Chiropractic Chicago“ tätig war.
In den 1930er-Jahren wurde zudem an der Charité (v. a. durch Paul Vogler und Herbert Krauß) ein manualtherapeutisches Verfahren für die Behandlung der Knochenhaut (Periostmassage) entwickelt.
Die in den USA ausgebildeten Osteopathen und vor allem Chiropraktoren führten ihre Heilmethoden auch in Europa ein und erweckten dabei das Interesse der dortigen Ärzteschaft. In England wurde der Begriff der Manuellen Therapie (manual therapy) von dem Arzt und Professor für Physiotherapie, James Menell (1877–1957), geprägt. Von seinem Schüler, James Cyriax, wurden Begriffe wie Traktion und Translation eingeführt und die Technik der Querfriktion entwickelt.
Im Nachkriegsdeutschland gehörten Kurt Rüdiger von Roques, Werner Lempfuhl, Albert Cramer, Kurt Gutzeit, Ludwig Zukschwerdt, Freimut Biedermann, Udo Derbolowsky und Karl Sell zu den an der Chiropraktik interessierten Medizinern. Es kam zur Zusammenarbeit mit dem Institut für Wirbelsäulenforschung von Herbert Junghanns (Frankfurt am Main). In den Folgejahren kam es zu einer ausgeprägten internationalen Zusammenarbeit etwa mit der norwegischen Gruppe von Physiotherapeuten um Freddy Kaltenborn sowie mit dem englischen Arzt Alan Stoddard.
Seit 1966 besteht die Deutsche Gesellschaft für Manuelle Medizin (DGMM), ein Zusammenschluss verschiedener Organisationen (siehe unten).
In 1973 wurde ein Lehrauftrag für Manuelle Medizin an Gottfried Gutmann am orthopädischen Institut der Universität Münster vergeben und im Folgejahr an Hanns-Dieter Wolff an der Universität Homburg.
Auf dem 79. Deutschen Ärztetag im Jahr 1976 wurde die Zusatzbezeichnung „Chirotherapie“ in die Weiterbildungsordnungen der Ärztekammern aufgenommen.

#### Manuelle Medizin in der DDR
1961 wurde die „Sektion für Manuelle Medizin“ der Gesellschaft für physikalische Medizin der DDR gegründet, die mit der FAC zusammenarbeitete. Seit 1965 wurden Kurse für Ärzte mit bereits in Hamm und Neutrauchburg ausgebildeten Ärzten an der Akademie für ärztliche Fortbildung der DDR veranstaltet.

#### Tschechische Republik
In Tschechien gilt Karel Lewit (1916–2014) als Begründer der Prager Schule für Manuelle Medizin und Rehabilitation. Seinen Ruf als internationaler Experte auf dem Gebiet der Manualmedizin verbreitete er als Autor eines Fachbuches, das in mehreren Auflagen in zahlreiche Weltsprachen übersetzt wurde. Er bildete zahlreiche Ärzte vor allem aus der ehemaligen DDR, aus Polen und aus Österreich in seiner Methode aus.

### Manuelle Medizin heute
2011 wurde erstmals in Deutschland eine Professur im Fachgebiet der Chirotherapie an Dietmar Daichendt, den Präsidenten der DGCO, verliehen.

## Organisationen für Manuelle Medizin

### Deutschland
- Deutsche Gesellschaft für Manuelle Medizin (DGMM)
- DGMSM Deutsche Gesellschaft für muskuloskeletale Medizin  vorher:FAC (Hamm-Boppard)
- MWE (Ärztegesellschaft für Manuelle Medizin der Wirbelsäule und Extremitäten e. V.) in Isny-Neutrauchburg und
- ÄMM
- Deutsche Gesellschaft für Chirotherapie und Osteopathie (DGCO)

### Österreich
In Österreich existieren die Österreichische Ärztegesellschaft für Manuelle Medizin, in Wien gegründet von Hans Tilscher (aus der FAC in Boppard hervorgegangen), und die Österreichische Arbeitsgemeinschaft für Manuelle Medizin nach Karl Sell in Graz. Beide Schulen bieten unabhängig voneinander Ausbildungsdiplome an und werden von der Österreichischen Ärztekammer anerkannt.

### Schweiz
In der Schweiz existiert seit 1959 die Schweizerische Ärztegesellschaft für Manuelle Medizin (SAMM), ursprünglich von Hans Caviezel gegründet, einem Schüler Karl Sells. Später bestimmte die Arbeitsgruppe um Jiří Dvořák die Richtung der Schule.

### Aktuelle Standardwerke
- Hans Peter Bischoff, Horst Moll: Kurz gefasstes Lehrbuch der Manuellen Medizin. 5. Auflage. Spitta-Verlag, Balingen 2007, ISBN 978-3-938509-12-8.
- Ulrich W. Böhni, Markus Lauper, Hermann-Alexander Locher (Hrsg.): Manuelle Medizin 1: Fehlfunktion und Schmerz am Bewegungsorgan verstehen und behandeln. 3. unveränderte Auflage. Georg Thieme Verlag, Stuttgart 2022, ISBN 978-3-13-240310-9.

### Historische Standardwerke (nur noch antiquarisch verfügbar)
- Udo Derbolowsky: Chirotherapie. Eine psychosomatische Behandlungsmethode. Mit Geleitworten von Walter Schindler und Bruno Schuler. Haug, Heidelberg 1963.
- Frédéric Walther Henri Illi: Wirbelsäule, Becken und Chiropraktik – Neue Erkenntnisse und Behandlungsmöglichkeiten. Übersetzung von Kurt Rüdiger von Roques und Freimut Biedermann. 2. Auflage (Nachdruck). Haug Verlag, Ulm (um 1965).
- Karel Lewit: Manuelle Medizin. 1. Auflage 1966 (tschechisch) bzw. 1973 (deutsch). 7. Auflage unter Mitarbeit von Jochen Sachse und Vladimir Janda., Barth, Heidelberg / Leipzig, 1992, ISBN 3-8304-0485-9.
- J. H. Eichler: Manuelle Medizin (Chirotherapie). In: Alfred Nikolaus Witt, Hans Rettig, Karl Friedrich Schlegel, M. Hackenbroch, W. Hupfauer (Hrsg.): Orthopädie in Praxis und Klinik. 2. Auflage, Band II (Allgemeine Orthopädie), Georg Thieme Verlag, Stuttgart / New York 1981, ISBN 3-13-561202-3, S. 14.1–14.40.
- Hans Peter Bischoff: Chirodiagnostische und chirotherapeutische Technik. Perimed Fachbuch Verlag, Erlangen 1988, ISBN 3-88429-290-0.

### Geschichte der Manuellen Medizin
- Albert Cramer, Jens Doering, Gottfried Gutmann (Hrsg.): Geschichte der manuellen Medizin. Berlin 1990, ISBN 978-3-540-19493-4.
- Karel Lewit: Geschichte der Manipulationstherapie. In: Manuelle Medizin. 7. Auflage unter Mitarbeit von Jochen Sachse und Vladimir Janda., Barth, Heidelberg / Leipzig, 1992. S. 12–19.
- Heinz Mittelmeier: Die Entwicklung der Manuellen Medizin mit besonderem Bezug zur Orthopädie. Ein zeitgeschichtlicher biographischer Nachruf für Dr. med. Albert Cramer. In: Orthopädische Praxis Sonderheft 07/2011.
- Florian Mildenberger: Verschobene Wirbel – verschwommene Traditionen. Chiropraktik, Chirotherapie und Manuelle Medizin in Deutschland. Stuttgart 2015.